# Acalolepta loriai
Acalolepta loriai es una especie de escarabajo longicornio del género Acalolepta, tribu Monochamini, subfamilia Lamiinae. Fue descrita científicamente por Breuning en 1950.
Se distribuye por Papúa Nueva Guinea. Mide aproximadamente 11 milímetros de longitud. v 